# Jonas Deichmann
Jonas Deichmann, nemški avtor knjig, motivacijski govorec, ekstremni športnik in pustolovec, * 15. april 1987, Stuttgart, Nemčija.
Je lastnik več svetovnih rekordov v kolesarjenju, triatlonu in vzdržljivosti. Deichmann je po svetu znan po vzdevku »nemški Forrest Gump«.
O enem od njegovih potovanj je nastala knjižna uspešnica z naslovom Das Limit bin nur ich. Obstaja tudi istoimenski dokumentarni film.